# Orbital Resonance (roman)
Orbital Resonance (Rezonanță orbitală) este un roman științifico-fantastic scris de John Barnes. Este prima dintre cele patru cărți care cuprind seria Century Next Door, fiind urmat de Kaleidoscope Century, Candle și The Sky So Big și Black.
Orbital Resonance a fost nominalizat la premiul James Tiptree Jr. (acum Premiul Otherwise) în 1991 și la premiul Nebula pentru cel mai bun roman în 1992.
Preocupările lui Melpomene Murray (personajul principal al romanului) sunt cele ale oricărei adolescente: teme, prieteni, întâlniri. Dar Melpomene trăiește pe Flying Dutchman, o colonie de pe un asteroid situată la mii de kilometri de un Pământ aproape distrus de boli, război și poluare. Ea și colegii ei născuți în spațiu sunt ultima speranță a umanității, iar Mel abia începe să realizeze cât de grea este această responsabilitate. Părinții și profesorii ei au instruit-o încă de la naștere pentru a conduce omenirea în viitor.

## Prezentare
Melpomene Murray, în vârstă de treisprezece ani, trăiește pe Flying Dutchman, un asteroid amplasat pe o orbită între Pământ și Marte, pentru a fi folosit în transportul de resurse înapoi pe un Pământ devastat. Planificatorii săi au conceput o schemă de condiționare psihologică pentru a menține noua generație dedicată asteroidului; dar acești adolescenți - strălucitori, motivați și excepțional de bine educați - ajung să fie și mai rebeli decât de obicei. 
Melpomene, însărcinată să scrie o carte despre viața ei în spațiu, descrie tumultul care apare atunci când un student se transferă de pe Pământ. Sosirea sa subliniază ceea ce este unic în societatea artificială a asteroidului. 
Acțiunea romanului este limitată, dar ceea ce se întâmplă este bine motivat, perfect în concordanță cu personajele implicate.

## Reacții critice
Scriitorul Jo Walton a declarat: „Aceasta poate fi cea mai bună carte a lui Barnes. (Sau poate fi A Million Open Doors.) Este o carte de care se vor bucura aproape toți cei cărora le place științifico-fantasticul și, dacă îți dă multe la care să te gândești, atunci asta e bine.” 